# 1959 год в спорте
19 июля 1959 года прошли первые соревнования  по спортивному ориентированию в России (тогда ещё  в СССР)

## СССР
- Чемпионат СССР по самбо 1959;
- Чемпионат СССР по русским шашкам 1959;
- Чемпионат СССР по хоккею с мячом 1958/1959;
- Чемпионат СССР по хоккею с мячом 1959/1960;
- Расформирован баскетбольный клуб МАИ;
- Создана ДЮСШ «Квант»;

### Летняя Спартакиада народов СССР 1959
- Бокс;
- Волейбол — женщины;
- Волейбол — мужчины;
- Вольная борьба;
- Классическая борьба;
- Лёгкая атлетика;

### Футбол
- Чемпионат СССР по футболу 1959;
- Чемпионат Латвийской ССР по футболу 1959;
- Кубок СССР по футболу 1959/1960;
- ФК «Спартак» Москва в сезоне 1959;
- Созданы клубы:
  - «Кремень»;
  - «Кяпаз»;
  - «Норма»;
  - «Торпедо»;
  - «Торпедо-Кадино»;

### Хоккей
- Чемпионат СССР по хоккею с шайбой 1958/1959;
- Чемпионат СССР по хоккею с шайбой 1959/1960;
- Созданы клубы:
  - «Ермак»;
  - «Ижсталь»;
  - «Локомотив» (Ярославль);
  - «Мотор» (Барнаул);
  - «Рубин»;

### Шахматы
- Личный чемпионат СССР по шахматной композиции 1959;
- Первенство СССР между командами союзных республик по шахматам 1959;
- Чемпионат СССР по шахматам 1959;

## Международные события
- Матч СССР — США по лёгкой атлетике 1959;
- Мировая серия 1959;
- Панамериканские игры 1959;
  - Волейбол на Панамериканских играх 1959;
  - Футбол на Панамериканских играх 1959;
- Средиземноморские игры 1959;
- Летняя Универсиада 1959;
  - Теннис на летней Универсиаде 1959;
- Чемпионат Европы по боксу 1959;
- Чемпионат Европы по фигурному катанию 1959;

### Чемпионаты мира
- Чемпионат мира по баскетболу 1959;
- Чемпионат мира по баскетболу среди женщин 1959;
- Чемпионат мира по биатлону 1959;
- Чемпионат мира по конькобежному спорту в классическом многоборье 1959;
- Чемпионат мира по стендовой стрельбе 1959;
- Чемпионат мира по фигурному катанию 1959;
- Чемпионат мира по хоккею с шайбой 1959;

### Баскетбол
- Кубок чемпионов ФИБА 1958/1959;
- Кубок чемпионов ФИБА 1959/1960;
- НБА в сезоне 1958/1959;
- НБА в сезоне 1959/1960;
- Чемпионат Италии по баскетболу 1958/1959;
- Чемпионат Италии по баскетболу 1959/1960;
- Чемпионат мира по баскетболу 1959;
- Чемпионат мира по баскетболу среди женщин 1959;
- Созданы клубы:
  - «Баскония»;
  - «Сольноки Олай»;
  - «Элицур» (Нетания);

### Футбол
- Матчи сборной СССР по футболу 1959;
- Созданы клубы:
  - «Аль-Вакра»;
  - «Аль-Ватани»;
  - «Катар СК»;
  - «Корк Селтик»;
  - «Олфретон Таун»;

#### Международные кубки
- Кубок африканских наций 1959;
- Кубок европейских чемпионов 1958/1959;
- Кубок европейских чемпионов 1959/1960;
- Финал Кубка европейских чемпионов 1959;
- Кубок ярмарок 1958/1960;

#### Национальные соревнования
- Кубок Бразилии по футболу 1959;
- Финал Кубка шотландской лиги 1959;
- Чемпионат Албании по футболу 1959;
- Чемпионат Европы по футболу 1960 (отборочный турнир);
- Чемпионат Египта по футболу 1958/1959;
- Чемпионат Египта по футболу 1959/1960;
- Чемпионат Ирландии по футболу 1958/1959;
- Чемпионат Ирландии по футболу 1959/1960;
- Чемпионат Исландии по футболу 1959;
- Чемпионат Кипра по футболу 1959/1960;
- Чемпионат Колумбии по футболу 1959;
- Чемпионат Нидерландов по футболу 1958/1959;
- Чемпионат Нидерландов по футболу 1959/1960;
- Чемпионат Португалии по футболу 1958/1959;
- Чемпионат Португалии по футболу 1959/1960;
- Чемпионат Северной Ирландии по футболу 1958/1959;
- Чемпионат Северной Ирландии по футболу 1959/1960;
- Чемпионат Уругвая по футболу 1959;
- Чемпионат Франции по футболу 1958/1959;
- Чемпионат Франции по футболу 1959/1960;
- Чемпионат Швейцарии по футболу 1958/1959;
- Чемпионат Швейцарии по футболу 1959/1960;

##### Англия
- Финал Кубка Англии по футболу 1959;
- Футбольная лига Англии 1958/1959;
- Футбольная лига Англии 1959/1960;

##### Испания
- Кубок Испании по футболу 1958/1959;
- Кубок Испании по футболу 1959/1960;
- Чемпионат Испании по футболу 1958/1959;
- Чемпионат Испании по футболу 1959/1960;

### Хоккей с шайбой
- Матч всех звёзд НХЛ 1959;
- НХЛ в сезоне 1958/1959;
- НХЛ в сезоне 1959/1960;
- Созданы клубы:
  - «Изерлон Рустерс»;
  - «Франкфурт Лайонс»;

### Шахматы
- Матч за звание чемпионки мира по шахматам 1959/1960;
- Турнир претендентов по шахматам 1959;
- Турнир претенденток по шахматам 1959;

## Формула-1 в сезоне 1959
- Гран-при Монако 1959 года;
- Гран-при Нидерландов 1959 года;
- Гран-при Франции 1959 года;
- Гран-при Великобритании 1959 года;
- Гран-при Германии 1959 года;
- Гран-при Португалии 1959 года;
- Гран-при Италии 1959 года;
- Гран-при США 1959 года;
- 500 миль Индианаполиса 1959;

## Персоналии

### Родились
- 8 февраля — Ирина Калинина, советская прыгунья в воду, олимпийская чемпионка 1980 года.
- 19 февраля — Анатолий Демьяненко, советский футболист, защитник.
- 24 февраля
  - Александр Белостенный, советский баскетболист, олимпийский чемпион, чемпион мира и Европы (ум. 2010).
  - Беа Виарда[нидерл.], нидерландская спортсменка по метанию диска, национальная рекордсменка.
  - Брайан Келли, американский бейсболист.
  - Вольфганг Патцке, немецкий футболист, игрок национальной сборной.
  - Джером Салли[англ.], игрок в американский футбол из США, победитель национальных клубных чемпионатов.
  - Душко Антунович[хорв.], хорватский ватерполист и тренер, призёр международных соревнований, первый тренер независимой хорватской сборной (ум. 2012).[1][2]
  - Кроуфорд Бэпти[англ.], шотландский футболист и тренер.
  - Кэти Арнольди (писательница)[англ.], американская писательница, бывшая культуристка.
  - Майк Уитни[англ.], австралийский телеведущий и бывший игрок в крикет.
  - Мирослав Влодарчик, польский прыгун в высоту, чемпион Европы.
  - Нильс Йохан Семб, тренер национальной сборной команды Норвегии по футболу с 1998 по 2003.
  - Саймон Вуттон[англ.], английский игрок в крикет.
  - Сильвия Фрёлих, немецкая спортсменка-гребчиха, победительница Олимпиады-80 и мировых чемпионатов.
  - Том Конниили[англ.], ирландский игрок в хёрлинг.
  - Тоомас Метс[эст.], эстонский спортсмен водно-моторного спорта.[3]
  - Тоомас Сакс, эстонский пловец, спортивный деятель и предприниматель.[4]
- 10 июня — Карло Анчелотти, итальянский футболист и тренер.
- 14 июля — Петер Ангерер, западногерманский биатлонист, олимпийский чемпион 1984 года.
- 25 июля — Фёдор Черенков, советский футболист.

### Скончались
- 22 января — Майк Хоторн (29) — британский автогонщик, первый британский пилот, ставший чемпионом мира в гонках Формулы-1 (автокатастрофа).
- 3 февраля — Сидней Робинсон (82) — британский легкоатлет, чемпион и призёр летних Олимпийских игр 1900 года.
- 4 марта — Максвелл Лонг (80) — американский легкоатлет, чемпион летних Олимпийских игр 1900.
- 25 марта — Исаак Липницкий (35) — советский шахматист, мастер спорта СССР.
- 16 апреля — Владимир Нейштадт (60) — советский историк шахмат, шахматный композитор и журналист.